# 신사 (신토)

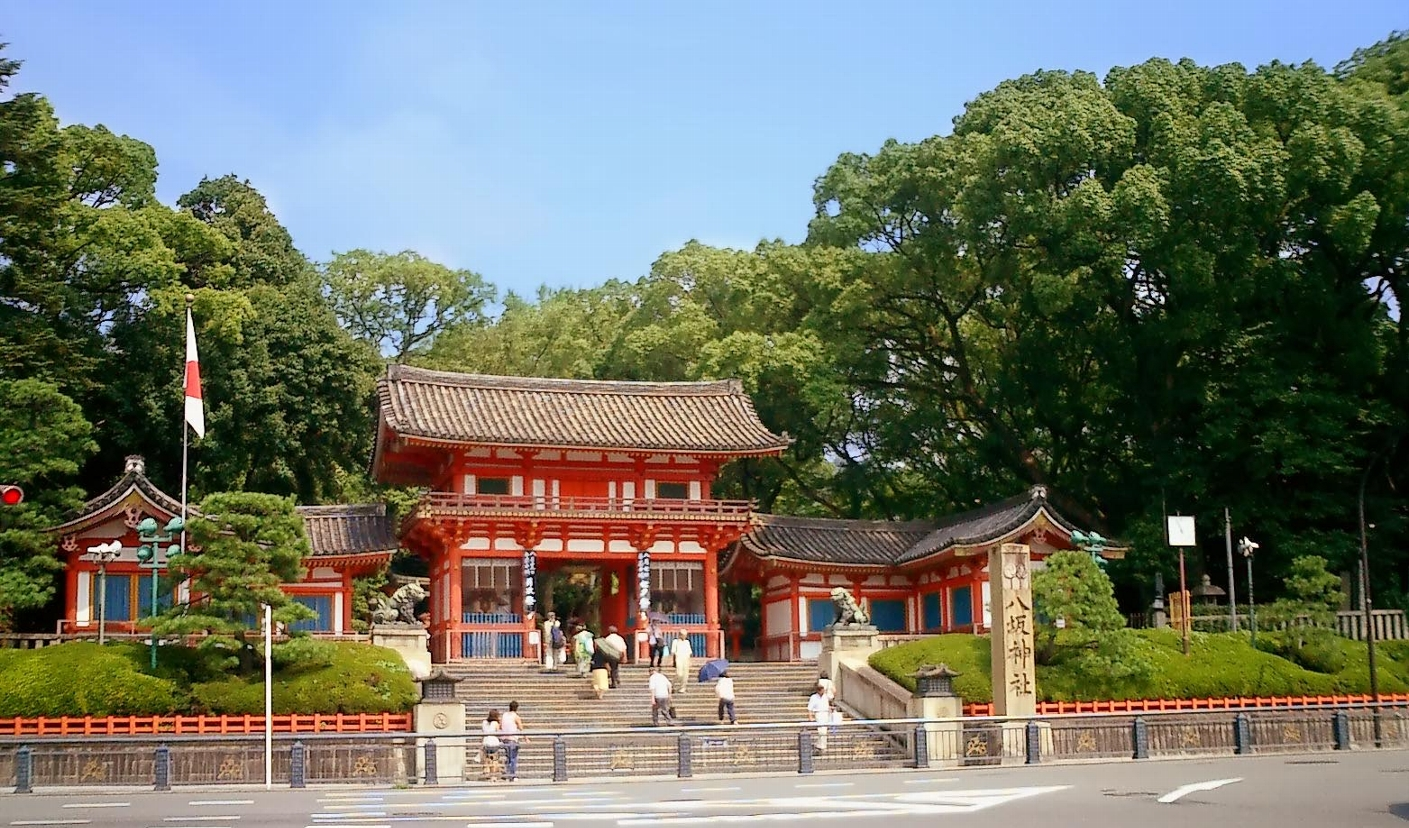
교토시 야사카 신사

신사(일본어: 神社 진자[*])는 일본의 신토신앙에 근거해 만들어진 종교 시설이다. 전쟁 전에는 이른바 '국가 신토'를 단지 신사라고 불렀다.
교회나 모스크 등의 예배하기 위한 예배당이나 가르침을 넓히기 위한 포교소와는 성격이 다르다. 현재는 참배용의 시설이나 결혼식의 설비 등이 만들어지는 경우도 많지만 원래는 그 신사의 장소에 머무는 신을 모시는 제사 시설이다. 또 장소에 따라서 신전을 해상·산정·빌딩의 옥상 등에 모시기도 한다.

## 기원
신사의 기원은 이와쿠라(磐座)나 신이 거주하는 장소인, 금족지(禁足地, 예를 들어 '신이 머무는 산') 등에서 행해진 제사 시에 임시로 세운 히모로기(神籬)같은 제단이며, 원래부터 설치되어 있던 것은 아니었다. 원형은 오키나와현의 우타키(御嶽)같은 것으로 생각된다. 지금도 고대부터 존속된 신사에는 신사의 본체가 있고 본전(本殿)이 없는 신사도 있으며, 이와쿠라나 금족지의 산과 섬에는 가장 가까운 곳에 배전(拜殿)만 있는 곳도 있다(참고:오오미야 신사, 이소노카미 신궁, 무나카타 대사). 신사에 신전이 설치되게 되는 과정에는 불교사원의 영향도 있다고 여겨진다. 신사에는 언제나 신이 있다고 여겨지게 된 것은 신전이 지어지고 난 뒤라고 한다.

## 시설, 설비

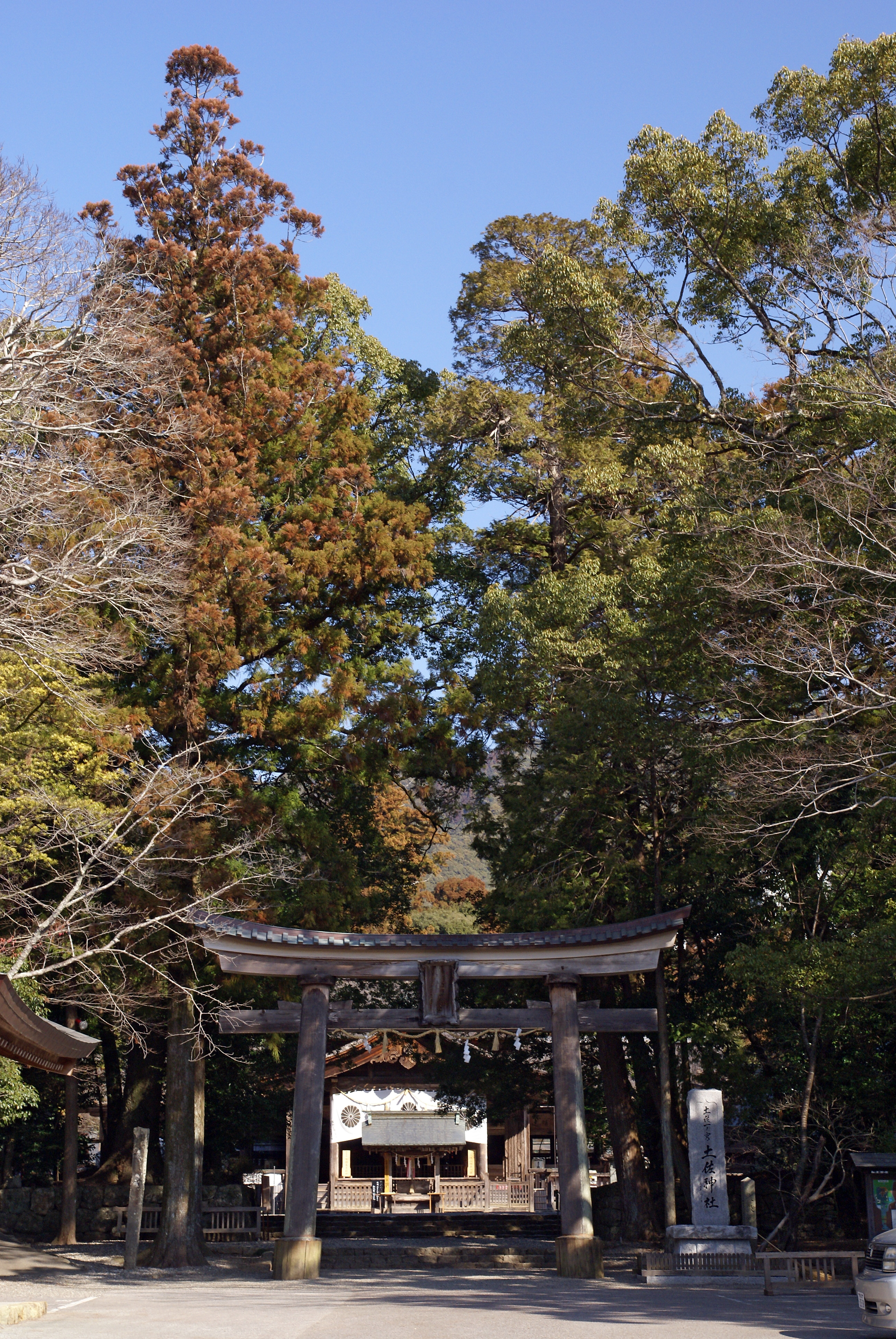
토사 신사(고치현 고치시 위치) 주변의 숲

신사의 주위에는 '고장을 지키는 신의 숲'으로 불릴 정도로 숲이 있는 것이 일반적이다(도시지역등이 아닌 것도 있다). 가미키(神木)라고 하는 명목으로 시메나와를 연결하고 있는 것도 있다. 신사의 입구에는 경내와 속계의 경계를 나타내는 도리이가 있어 신전까지 참배길이 통한다. 참배길의 곁에는 몸을 맑게 하기 위한 조즈야, 신사를 관리하는 사무소 등이 있다. 큰 신사에서는 가미케나 진바시가 있는 경우도 있다.

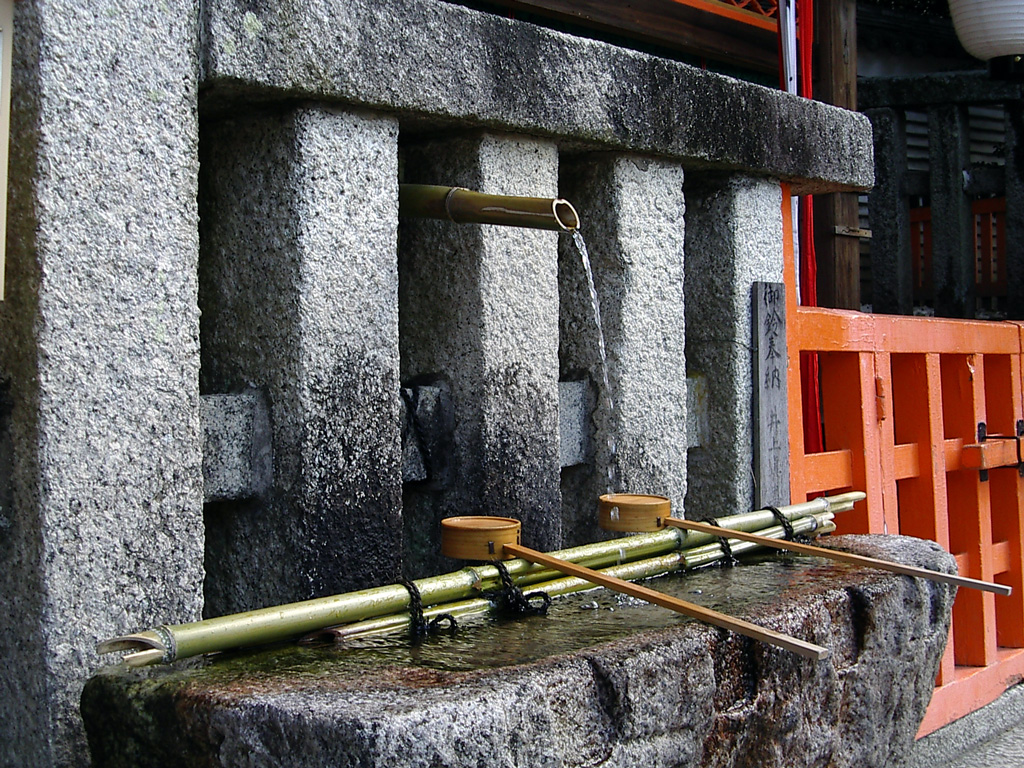
초즈야

신전은 일반적으로 본전(신전神殿)·배전(拝殿)으로 구성된다. 사람들이 보통 참배할 경우에 보는 것은 배전에서, 신체가 안치되는 본전은 배전의 안쪽에 있다. 본전과 배전의 사이에 참예자가 폐백을 올리기 위한 폐전이 설치되어 있기도 한다.
신사의 부지(경내)에는, 그 신사의 제신에 관계된 신이나 원래 그 토지에 모셔지고 있던 신을 모시는 세쓰샤(摂社)나, 그 이외의 신을 모시는 마쓰샤(末社)가 있어, 양자를 아울러 세쓰마쓰샤(摂末社)라 총칭한다. 신사 부지 밖에 세쓰마쓰샤가 있는 경우도 있는데 그것은 경외사로 불린다.
또, 신불습합이 시작되는 나라시대에는 신사의 경내에 신을 공양하는 진구우지(神宮寺: 별당절, 미야지)가 지어지게 되어, 그 이후 신사 내에 사찰이 지어지기도 했지만, 메이지 초기의 메이지 정부에 의한 신불분리령에 의해, 신사와 사찰은 분리되어 신사 경내에 있던 오층탑이나 불당 등은 철거되고 승려와 신관도 구별되었다. '우는 용'으로 유명한 닛코의 동조궁 본지당(윤왕사 약사당)은 동조궁과 린노우지(輪王寺)의 사이에서 귀속여부로 분쟁이 있다고 한다.
- 배전(拝殿)
- 본전(本殿)(신전(神殿))
- 가구라전(神楽殿)
- 무전(舞殿)
- 도리이
- 조즈야
- 세쓰마쓰샤(세쓰샤, 마쓰샤)
- 다마가키
- 등불
- 코마이누(高麗犬/狛犬) - 고려가 아니라 고구려의 개를 뜻함
- 권속(眷属): 부처를 모시는 여러 보살을 뜻함.

## 건물
대체로 목조의 일본식 건축이지만, 철근 콘크리트조가 증가하고 있다. 앞에서 말한 것과 같이 빌딩 가운데에 있는 신사도 있으므로, 반드시 건물이 일본풍인 것은 아니다. 다만, 신체가 안치되는 본전의 형태는 일본식 건축이다.
신사는 야간에 경비의 눈길이 닿지 않는 곳도 있어, 방화 사건도 발생하고 있다. 그 때문에, 일부의 신사에서는 경비 회사와 계약해 기계 경비를 실시하고 있다. 방화나 도적을 잡는 신이 있는 신사에 경비 회사의 스티커가 붙어 있는 것이 보이는 경우도 많아졌다.

## 신관
현재는 포괄적인 법정비에 의해서 신토는 종교 법인에 속하고 있지만, 본래의 모습은 종교가 아니고, 자연이나 환경의 보호나 감사, 생에 대한 경의를 드리는 것이다. 그 때문에, 신관은 다른 종교와 달리 성직자가 아니고, 어디까지나 신에 대한 봉사자이다. 신사 제사의 담당자는 신관(신주 라고도. 미야지, 신관, 권 신관등)으로 불리는 봉사자이지만, 불교나 기독교 등의 성직자와 달리 포교적 성격을 갖지 않는 것이 일반적이다. 종래, 소규모의 신사에서는 전속의 신관이 있는 것은 적고, 우지가미가 신사를 세워 교대로 관리해, 신관을 부르고 제사를 실시하고 있었다. 또, 진구지가 있었을 경우는 진구지의 승려가 관리, 제사를 행하였다. 현재, 신관이 되려면 일반 대학에서 신토를 전공해 자격을 취득한 후, 졸업해야 한다. 졸업 후에 전국의 신사에서 연수(인턴 제도)를 해야 하기 때문에, 자격을 취득하고 있어도 졸업을 하지 않으면 신관이 될 수 없다.

## 제사 대상
제사 대상은 주로 신토의 신이며, 일본에 전해져 내려오는 신에 속하지 않는 민속신, 실재의 인물이나 전설, 옛날 이야기의 인물, 불교의 신불이나 도교의 신 등의 외래의 신도 포함되어 있다.

## 신사의 명칭
신사의 명칭의 이름이 붙여지는 방법에는 몇몇 종류가 있다. 무엇보다 일반적인 것은 지명이다. 가시마 신궁·야사카 신사·카스가 신사·무나카타 신사·히에 신사 등이 해당된다. '~니마스 신사'라고 하는 것도 있다. 또 모시는 신을 따라 붙이는 경우도 많다. 이나리 신사·스미요시 신사·하치만 신사·텐만궁·니후쓰히메 신사 등을 들 수 있다. 그 밖에 봉재하는 씨족의 이름을 붙이는 경우(시토리 신사)나 제신에게 관련된 어구를 붙이는 경우(헤이안 신궁·야에가키 신사), 신사의 종별을 나타내는 것(쇼콘샤·소레이샤)· 제신의 좌 수에 의하는 것(로쿠쇼 신사·요하시라 신사) 등이 있다. 또 유래를 정확히 모르는 신사명도 적지 않다(아사마 신사). 이나리 신사나 하치만 신을 모시는 신사 등 전국에 넓게 분포하는 것은, 그러한 사명(社名)에 지명을 붙이는 경우가 많다(후시미 이나리 타이샤·하코다테 하치만 궁).
텐만궁은 음독으로, 하치만 신을 모신 신사나 아사마 신사는 음독과 훈독의 경우가 있지만, 음독으로 사호를 읽는 것은 불교의 영향이다. 텐만궁은 그 근원이 된 텐진 천신의 제신명 자체가 불교의 영향을 받았기 때문에, 한문어의 사명이 되었다. 하치만궁과 아사마 신사는 모두 원래는 '야와타', '아키마'라고 훈독하는 것이었지만, 신불습합의 아래 불교의 영향으로 음독이 정착하게 되었다.
신사명에 대해 주의해야 할 점으로 다음 사항이 있다. 원칙으로서 모든 신사를 '신사'(궁호 · 신궁호를 제외)로 칭하게 된 것은 근대 이후의 일이다. '~묘진'이나 '~곤겐'등과 신의 이름을 가지고 사호로 하고 있는 경우나, 혹은 '~이나리' '~야와타'와 '신사'의 부분이 생략 되고 있거거나, '~사'라고 하고 있던 경우 등이 있었지만, 모두 원칙으로서 '신사'라고 칭하게 되었던 것이다. 이것을 곤겐호의 사용 금지와 관련시키고, 배불정책에 의하는 것이라고 하는 지적도 있지만, 그것보다는 오히려 국가관리 시설로서의 합리화에 의하는 것이라고 할 수 있을 것이다. 종전까지 근대에 있는 신사는 말하자면 국가의 시설이며, 당연히 법령상의 규칙이 있고, 신사라고 인정되려면 갖추어야 할 설비나 재산등의 조건이 있어, 그 이외는 '신사'라고 인정받지 못했던 것이다.
사호(社号)
신사 중에서도 규모가 큰 신사는 타이샤(大社)나 신궁(神宮)으로 불려 유명한 신을 제신으로 하는 경우가 많다.
타이샤는 에도시대까지는 키즈키 타이샤(현 이즈모 오오야시로)·쿠마노 타이샤(모두 시마네현)의 두 신사가 자칭하고 있었지만, 메이지 시대부터 1945년까지는 타이샤를 자칭하는 신사는 이즈모 대사가 유일했다. 전후는 旧官幣大社・国幣大社・官幣中社 신사의 일부가 타이샤를 자칭하고 있다.
덧붙여 천황이나 황실 조상신을 제신으로 하는 신사를 신궁(神宮)라고 부르는 경우가 많고, 천황가로 연결되는 인물(황족)을 제신으로 하는 신사를 궁(宮)라고 부르는 것이 많다.
1945년 이전에는 타이샤·신궁 등을 자칭하기 위해서는 칙허 등이 필요했지만 현재는 정교 분리에 의해 국가, 황실이 신사에 직접 관여하지 않게 되었기 때문에, 특별히 허가를 받지 않아도, 타이샤, 신궁을 자칭할 수 있다. 현재 타이샤를 자칭하고 있는 신사는 상기의 신사들 외, 케타 타이샤(気多大社, 이시카와 현), 스와 타이샤(諏訪大社, 나가노 현), 낭구 타이샤(南宮大社, 기후 현), 미시마 타이샤(三嶋大社)·후지상 혼구 센겐 타이샤(富士山本宮浅間大社)(시즈오카 현),타도 타이샤(多度大社, 미에 현),히요시 타이샤(日吉大社)·타가 타이샤(多賀大社)·타케베 타이샤(建部大社)(시가 현),마츠노오 타이샤(松尾大社)·후시미 이나리 타이샤(伏見稲荷大社)(교토 부),스미요시 타이샤(住吉大社, 오사카 부), 카스가 타이샤(春日大社)·타츠타 타이샤(龍田大社)·히로세 타이샤(廣瀬大社)(나라 현),쿠마노혼궁 타이샤(熊野本宮大社)·쿠마노하야타마 타이샤(熊野速玉大社)·쿠마노나치 타이샤(熊野那智大社)(와카야마 현),무나카타 타이샤(宗像大社)·코우라 타이샤(高良大社)(후쿠오카 현) 등이 있다.
또, 우메노미야 타이샤(梅宮大社, 교토 부)나 오오토리 타이샤(大鳥大社, 오사카 부)와 같이 표기가 정해지지 않은 것도 있다. 또 히라노 진쟈(교토 부)도 이전에는 편액에 '히라노 타이샤'라고 쓰여 있었다.
전후가 되어 새롭게 신궁을 자칭하게 된 신사에는 홋카이도 신궁(北海道神宮, 구 삿포로 신사·홋카이도), 이자나기 신궁(伊弉諾神宮, 효고 현), 히코상 신궁(英彦山神宮, 후쿠오카 현)이 있다(교토 부 카메오카 시의 전 관폐중사 이즈모 타이신궁(出雲大神宮) 등의 '대신궁'은 '신궁'호와는 다르게 쓰이고 있다). 후쿠오카 현 후쿠오카 시 히가시쿠의 카시이궁(香椎宮)은 이른바 신궁은 아니지만, 근처 역이 카시이 신궁 역(카시이 선)이라고 해서 오해 받는 경우도 있다.

## 주된 신앙
많은 신사들은 유명한 신사로부터 제신을 권청(勧請, 분령이라고도 한다)하고 있다. 권청이라 함은 제신의 분리된 영혼을 다른 신사에 불러 모시는 것이다. 로소쿠로부터 로소쿠에 등불을 찍듯이 신토의 신은 무한하게 분령 할 수 있고 분령해도 본래의 신위(神威)가 손상되는 것이 없다고 여겨진다. 권청한 신사는 그 제신에게 응한 명칭이 붙여져 동일한 제신을 모시는(동일한 명칭의) 신사끼리는 계열 신사로 불린다. 이하에 주된 계열 신사의 명칭과 그 제신을 나열한다.
| 계열 신사명                                                                       | 본사                                                              | 제신                                                     | 신사     |
| --------------------------------------------------------------------------------- | ----------------------------------------------------------------- | -------------------------------------------------------- | -------- |
| 신메이 신사(神明神社)・皇大神社(이세 상)                                          | 이세 신궁 내궁                                                    | 아마테라스                                               | 닭       |
| 하치만 신사(八幡神社)                                                             | 우사 신궁(宇佐神宮)                                               | 하치만 신（오진 천황）                                   | 비둘기   |
| 천만궁(天満宮)・天神神社・키타노 천만궁(北野神社)・菅原神社                       | 다자이후 천만궁(太宰府天満宮) 기타노 천만궁(北野天満宮)           | 스가와라노 미치자네(菅原道真)                            | 소       |
| 무나카타 신사(宗像神社)                                                           | 무나카타 타이샤(宗像大社)                                         | 무나카타 3여신(宗像三女神)                               |          |
| 이쓰쿠시마 신사(厳島神社)                                                         | 이쓰쿠시마 신사                                                   | 무나카타 3여신                                           | 까마귀   |
| 야사카 신사(八坂神社)・기온 사(祇園社)                                            | 야사카 신사                                                       | 스사노오                                                 |          |
| 쓰시마 신사(津島神社)・덴노 사(天王社)・스가 신사(須賀神社)                       | 쓰시마 신사                                                       | 스사노오                                                 |          |
| 히카와 신사(氷川神社)                                                             | 히카와 신사                                                       | 스사노오                                                 |          |
| 스와 신사(諏訪神社)                                                               | 스와 타이샤(諏訪大社)                                             | 다케미나카타                                             | 뱀       |
| 日吉神社・히에 신사(日枝神社)（산노 상, 山王さん）                                | 히요시 타이샤(日吉大社)동본궁                                     | 오오야마 쿠이노카미(大山咋神)                            | 원숭이   |
| 마쓰오 신사(松尾神社)                                                             | 마쓰오 타이샤(松尾大社)                                           | 오오야마 쿠이노카미                                      | 거북     |
| 구마노 신사(熊野神社)                                                             | 구마노 산잔(熊野三山)                                             | 쿠마노 신(熊野神)                                        | 삼족오   |
| 하쿠산 신사(白山神社)                                                             | 시라야마히메 신사(白山比め神社)                                   | 구쿠리히메 신(菊理媛神)                                  |          |
| 아쓰타 신사(熱田神社)                                                             | 아쓰타 신궁                                                       | 아츠타 대신（쿠사나기）                                  | 왜가리   |
| 센겐 신사(浅間神社)                                                               | 후지 산 본궁 센겐 타이샤(富士山本宮浅間大社)                      | 고노하나사쿠야비메(木花咲耶姫命)                         |          |
| 가시마 신사(鹿島神社)                                                             | 가시마 신궁(鹿島神宮)                                             | 타케미카즈치(タケミカヅチ)                               | 사슴     |
| 가토리 신사(香取神社)                                                             | 가토리 신궁(香取神宮)                                             | 후쓰누시(フツヌシ,経津主命)                              | 사슴     |
| 가스카노 신사(春日神社)                                                           | 가스카 타이샤(春日大社)                                           | 다케미카즈치・후쓰누시                                   | 사슴     |
| 아타고 신사(愛宕神社)                                                             | 아타고 신앙                                                       | 가구츠치                                                 | 멧돼지   |
| 아키바 신사(秋葉神社)                                                             | 아키하 산 본궁 아키하 신사(秋葉山本宮秋葉神社)                    | 가구츠치                                                 |          |
| 곤피라 신사(金毘羅神社)・琴平神社（곤피라상）                                     | 코토히라 궁                                                       | 곤피라 신(金毘羅神, 현재는 오모노메시 신(大物主神))      |          |
| 스미요시 신사(住吉神社)                                                           | 스미요시 타이샤(住吉大社)                                         | 스미요시 3신(住吉三神)                                   | 토끼     |
| 다가 신사(다가 상)                                                                | 다가 타이샤(多賀大社)                                             | 이자나기・이자나미                                       |          |
| 기후네 신사                                                                       | 기후네 신사(貴船神社)                                             | 구라오카미・다카오카미(闇淤加美神・高淤加美神)           |          |
| 이즈모 신사(出雲神社)                                                             | 이즈모 타이샤(出雲大社)                                           | 오쿠니메시(大国主)                                       | 뱀, 토끼 |
| 시오가마 신시                                                                     | 시오가마 신사(鹽竈神社)                                           | 시오츠치노오지(シオツチノオジ)                           |          |
| 가모 신사(賀茂神社)                                                               | 가모와케이카즈치 신사(賀茂別雷神社) 가모미오야 신사(賀茂御祖神社) | 가모와케이카즈치노미코토(賀茂別雷命)                     |          |
| 오토리(大鳥, 독수리・봉황 등）신사                                                | 오토리 타이샤(大鳥大社)                                           | 야마토타케루                                             |          |
| 하나조노 신사(花園神社)・도리코에 신사(鳥越神社)・스미야마 신사(杉山神社)         |                                                                   | 야마토 타케루                                            |          |
| 오미야 신사(大神神社)                                                             | 오미야 신사(大神神社)                                             | 오오모노메시                                             | 뱀       |
| 이나리 신사(稲荷神社)                                                             | 후시미이나리 타이샤(伏見稲荷大社)                                 | 우카노미타마(ウカノミタマ)・우케모노 신(保食神)외 곡물신 | 여우     |
| 아와시마 신사(淡嶋神社)                                                           | 아와시마 신사                                                     | 스쿠나피코나(아와시마노 신(淡島神))                      |          |
| 사루타히코 신사(猿田彦神社)・佐田神社・大田神社・白髭神社 賽神社・도소 신(道祖神) | 쓰바키오카미 신사(椿大神社)                                       | 사루타히코                                               |          |
| 에비스 신사(恵比寿神社)                                                           | 니시노미야 신사(西宮神社)                                         | 히루코（蛭子命, ひるこ・에비스）                         |          |
| 에비스 신사(恵比寿神社)                                                           | 미호 신사(美保神社)                                               | 고토시로메시(事代主)                                     |          |
| 大三島神社・山祗神社（三島明神）                                                  | 오야마즈미 신사(大山祇神社)                                       | 오야마쓰미(オオヤマツミ, 大山祇神)                       |          |
| 미시마 신사(三島神社)                                                             | 미시마 타이샤(三嶋大社)                                           | 고토시로메시(事代主, 事代主命)                           | 장어     |
| 오타케/온타케/미타케 신사(御嶽神社)・御岳神社                                     | 오타케 신사(御嶽神社)                                             | 고토아마쓰 신(別天津神)                                  | 늑대     |

내용 중 신사명과 제신이 일치하지 않는 신사도 있다. 또 근대 신조화된 야스쿠니 신사·쇼콘샤(초혼사)(고코쿠 신사(護国神社))와 같은 것도 있다.